# Andrew Tuason

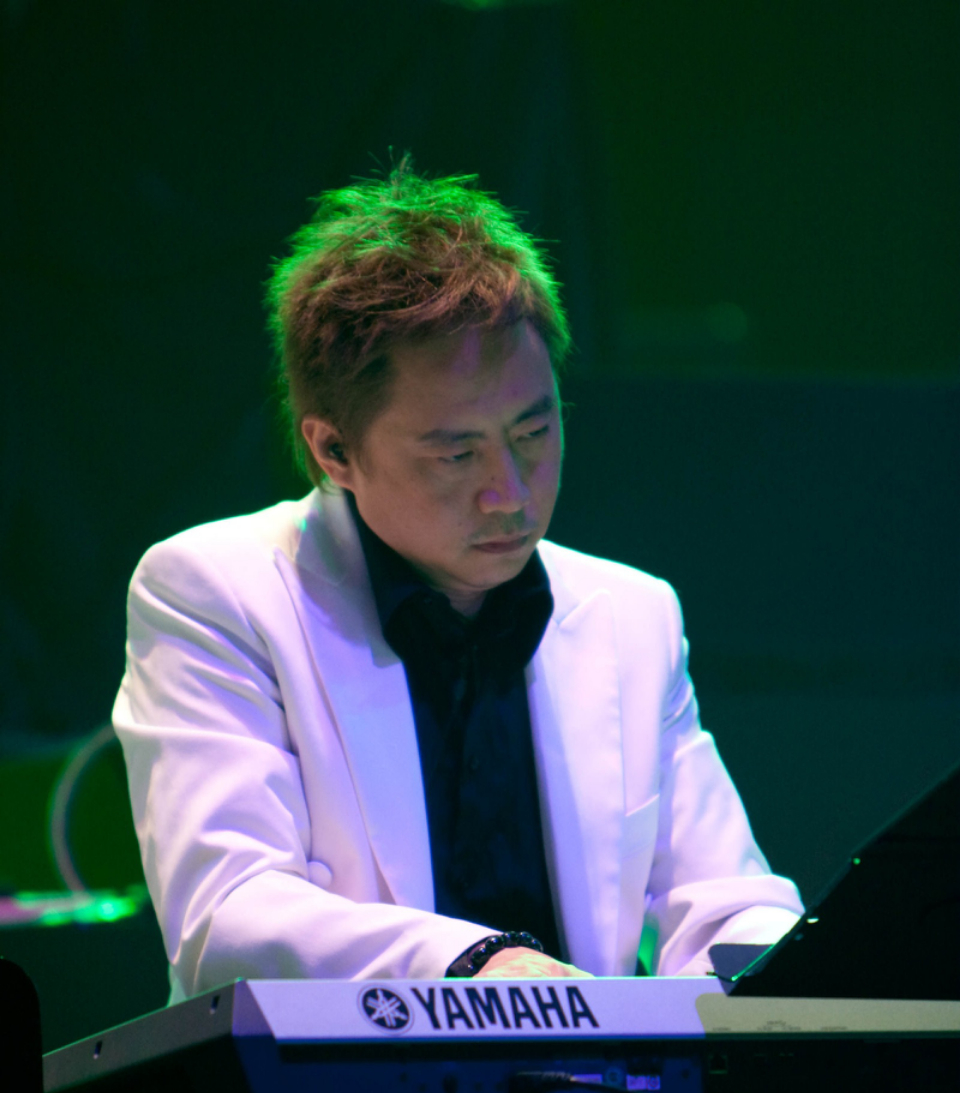
Andrew Tuason à un concert de Jacky Cheung en 2009.

Andrew Tuason (né le 30 novembre 1962), est un musicien, producteur, auteur-compositeur, arrangeur, chef d'orchestre et réalisateur artistique hongkongais d'origine philippine. Il a été le producteur et réalisateur artistique d'un nombre très important de chanteurs hongkongais tels que Jacky Cheung, Andy Lau, Jackie Chan, Alan Tam ou Coco Lee, pour ne citer qu'eux.

## Biographie
Né à Hong Kong, Andrew Tuason est le fils de Bading Tuason, directeur musical du Hilton de Hong Kong de 1968 à 1996. En 1982, il devient l'assistant de Joseph Koo, l'un des compositeurs les plus respectés de Hong Kong, reconnu comme le parrain de la cantopop. Koo devient son mentor dans sa carrière musicale et son entrée dans le monde de la musique de Hong Kong. Au cours des premières années comme assistant de Koo, Tuason montre ses compétences et ses talents d'arrangeur et de claviériste en travaillant pour de nombreux grands labels de la ville. En conséquence, de nombreux artistes lui demande d'arranger et de jouer du clavier sur leur albums. La plupart des chanteurs hongkongais ont ainsi le nom de Tuason sur leur liste de crédit, comme Jacky Cheung, Sam Hui, Alan Tam, Paula Tsui, Michael Kwan (en), Roman Tam (en), Jenny Tseng (en), Shirley Kwan (en), Sandy Lam, Cass Phang (en), Eason Chan, Coco Lee, Faye Wong, Andy Lau, etc.
Tuason rencontre Andy Lau pour la première fois à la fin des années 1980 lorsqu'il est engagé comme réalisateur artistique et pianiste de Lau pour sa tournée de concerts en Amérique du Nord, à l'époque Lau était un nouveau venu dans le milieu musical mais il était déjà célèbre comme acteur. Les deux travaillent en étroite collaboration après leur tournée aux États-Unis et Tuason commence à produire tous les albums de Lau. En 1992, Tuason et Lau fondent la maison de disques New Melody, ainsi qu'un studio d'enregistrement (Q-Sound Studio) dans le quartier de Tsim Sha Tsui, qui deviendra plus tard l'un des studios les plus fréquentés de l'entreprise. Tuason produit 7 albums solo de Lau de 1992 à 1996, et compose l'un de ses plus grands succès, Ai Bu Wan, qui atteint la première place de tous les grands charts pop à Hong Kong à la radio et à la télévision. Sur les 7 albums de Lau, plus de la moitié font partie des albums de cantopop les plus vendus des années 1990. Tuason fait également plus de 60 concerts live avec Lau en tant que réalisateur artistique au cours de cette période.
En 1996, Tuason rejoint le label EMI HK en tant que réalisateur artistique, et sa plus grande réussite est l'album Chuang Wai de Cass Pang qui se vend à plus de 300 000 unités. Le fait marquant de la carrière de Tuason a lieu quand il est nommé réalisateur artistique par TVB de la cérémonie de rétrocession de Hong Kong à la Chine en 1997, et où il organise et dirige l'orchestre philharmonique de Hong Kong et l'orchestre philharmonique de Chine pour interpréter l'un des chefs-d'œuvre classiques de la Chine The Yellow River Piano Concerto. Tuason invite pour l'occasion son professeur de piano classique, Cai Chong Li, à jouer le concerto au piano.
Un autre fait important de la carrière de Tuason est celui de réalisateur artistique et chef d'orchestre de la comédie musicale de Jacky Cheung, Snow.Wolf.Lake (en). Cheung et Tuason font une tournée avec une équipe de quelque 80 personnes en Chine et à Hong Kong pour plus de 50 représentations en 2004 et 2005. Ils collaborent énormément au cours des 10 dernières années et font 2 tournées mondiales qui totalisent plus de 250 concerts dans le monde. Tuason produit aussi 2 albums de Cheung : Private Corner en 2009 et Wake up Dreaming en 2014.
Récemment, le 13 janvier 2020, Tuason fait ses débuts comme réalisateur artistique et pianiste solo sur Dragon Television pour le concours en duo de Hacken Lee (en) et Chou Shen dans l'émission musicale la plus populaire de la télévision chinoise en 2019. Tuason réorganise la chanson de Jacky Cheung Your name, my Surname qui vaut le premier prix du concours au duo.

## Producteur
- Jacky Cheung - Private Corner
- Jacky Cheung - Private Corner Mini-Concert
- Jacky Cheung - 1/2 Century Tour
- Jacky Cheung - Wake Up Dreaming
- Andy Lau - de 1990 à 1995 pour 7 albums
- Cass Phang - de 1996 à 1999 pour 5 albums
- George Lam - 2 albums
- Eric Moo - 3 albums
- Jenny Tseng
- Hins Cheung
- Joey Yung
- Dave Wang
- Sam Lee
- Kenny Bee - To Bee Continue

## Réalisateur artistique
- Jacky Cheung
- Jackie Chan
- Andy Lau
- Sandy Lam
- Kenny Bee
- Faye Wong
- Coco Lee
- George Lam
- Sally Yeh
- Jenny Tseng
- Eric Moo
- Priscilla Chan
- Danny Chan
- Hacken Lee
- Chris Wong
- Vivian Chow
- Alan Tam
- Dave Wang
- Joey Yung
- Hins Cheung

## Arrangeur
- Jacky Cheung
- Andy Lau
- Coco Lee
- Sandy Lam
- George Lam
- Jenny Tseng
- Danny Chan
- Cass Phang
- Eric Moo
- Jackie Chan
- Faye Wong
- Kelly Chen
- Joey Yung
- Hins Cheung
- Kenny Bee
- Alan Tam
- Stefanie Sun
- Hacken Lee
- Roman Tam
- Dave Wang

## Compositeur
- Andy Lau
- Sandy Lam
- Hacken Lee
- Cass Phang
- Faye Wong
- Eric Moo
- Dave Wang
- Jeff Chang
- Jenny Tseng
- George Lam